# Hösjötjärnen
Hösjötjärnen är en sjö i Åre kommun i Jämtland och ingår i Indalsälvens huvudavrinningsområde. Sjön har en area på 0,133 kvadratkilometer och ligger 547,5 meter över havet. Hösjötjärnen ligger i Svenskådalen Natura 2000-område.

## Delavrinningsområde
Hösjötjärnen ingår i det delavrinningsområde (710432-135368) som SMHI kallar för Mynnar i Torrön. Medelhöjden är 625 meter över havet och ytan är 15,75 kvadratkilometer. Det finns inga avrinningsområden uppströms utan avrinningsområdet är högsta punkten. Vattendraget som avvattnar avrinningsområdet har biflödesordning 2, vilket innebär att vattnet flödar genom totalt 2 vattendrag innan det når havet efter 389 kilometer. Avrinningsområdet består mestadels av skog (25 procent) och kalfjäll (64 procent). Avrinningsområdet har 0,21 kvadratkilometer vattenytor vilket ger det en sjöprocent på 1,3 procent.